# Бушмелёв, Борис Геннадьевич
Бори́с Генна́дьевич Бушмелёв (22 мая 1937, Москва — 21 декабря 2020) — советский и российский кинорежиссёр-комедиограф, художник.

## Биография
Родился в Москве в семье художника Геннадия Николаевича Бушмелёва (1903—1970). С детства увлекался рисованием, лепкой.
В 1960 году окончил географический факультет МГУ и в 1963 году стал студентом режиссёрского факультета ВГИКа. В 1964 году снялся в небольшой роли в фильме «Всё для вас». Окончил институт в 1969 году (мастерская Л. Кулешова и А. Хохловой), в 1973 году защитил диплом.
 Был одним из режиссёров киноальманаха «100 грамм для храбрости». В 1976 году написал сценарий мультипликационного фильма «Сон автолюбителя». Снимал как полнометражные, так и короткометражные фильмы.
В 2008 году режиссёр принял участие в телефильме о Владимире Басове (из цикла «Человек в кадре»).
Никогда не прекращая рисовать, Бушмелёв был автором многочисленных рисунков в гротесковом стиле, среди которых зарисовки со съёмочной площадки, портреты его учителей и коллег, шаржи. Есть у художника и постмодернистский живописный цикл «Бесконечные игры» (название было взято им у Ю. Трифонова, деревянная скульптура.

Для Бушмелёва пластический образ — ключ к зрительному ви́дению в кино. Бушмелёв-комедиограф сохраняет в своих рисунках иронично-гротескный стиль.
 В его портретах с юмором показан характер персонажей. Одни портреты — жестовые, передают подвижность, динамику. Другие — созерцательные. Третьи — жанровые: мир портретируемого раскрывает окружающая его среда.
 Рисунки кинорежиссёров (С. Эйзенштейн, А. Довженко, С. Юткевич, Ф. Феллини и др.) кровно связаны с пластикой. Никакой компьютер, никакой монтаж не могут заменить великолепную культуру рисунка.
— Юрий Злотников, 2002
В 2002 году в Российском государственном гуманитарном университете прошла его выставка «Бесконечные игры».
В 2012—2018 годах состоялись серии выставок «Сто рисунков» Бориса Бушмелёва, а также «Персонажи эпохи».
Бушмелёв умер 21 декабря 2020 года. Прах захоронен в колумбарии на Введенском кладбище.
Дочь – Александра Борисовна Воронченко, тележурналист.

## Фильмография
Режиссёр
- 1968 — Цветик-семицветик
- 1972 — Страдания молодого Геркулесова (короткометражный)
- 1976 — «Сто грамм» для храбрости… (новелла «Какая наглость»)
- 1980 — Вечерний лабиринт
- 1984 — Зудов, вы уволены!
- 1990 — Арбатский мотив (телефильм)
- 1992 — Наш американский Боря (телефильм)

Сценарист
- 1976 — Сон автолюбителя (рисованный мультфильм)

Актёр
- 1964 — Всё для вас — Николай Гребешков